# 日本仿厚蟹
日本仿厚蟹（学名：Helicana japonica）为方蟹科仿厚蟹属的动物。分布于南韓德積島、日本南部以及中国大陆的山东等地，生活环境为海水，多见于穴居于泥滩或泥岸上。

## 物種分類
日本仿厚蟹原名日本厚蟹，於1980年仿厚蟹屬從厚蟹屬分離出來後，被歸類於仿厚蟹屬下的一種，因此改為日本仿厚蟹。